# Joel de Oliveira Monteiro
Joel de Oliveira Monteiro (Rio de Janeiro, 1 mei 1904 - aldaar, 6 april 1990) was een Braziliaans voetballer. De doelman zat in de selectie van het Braziliaans voetbalelftal tijdens het Wereldkampioenschap voetbal 1930 maar speelde slechts 1 wedstrijd.